# Дравско (гмина)
Дравско (пол. Drawsko) — сельская гмина (волость) в Польше, входит как административная единица в Чарнковско-Тшчанецкий повет, Великопольское воеводство. Население — 5940 человек (на 2004 год).

## Сельские округа
1. Хелст
2. Дравско
3. Дравски-Млын
4. Кавчин
5. Каменник
6. Квейце
7. Нове-Квейце
8. Марылин
9. Мочидла
10. Пелча
11. Пенцково
12. Пилка

## Соседние гмины
1. Гмина Дрезденко
2. Гмина Кшиж-Велькопольски
3. Гмина Серакув
4. Гмина Велень
5. Гмина Вронки